# Kalbi
A kalbi (hangul: 갈비, RR: galbi) olyan marinált koreai húsételek összefoglaló neve, melyeket minőségi húsfajtákból készítenek, főképp gerincből és bordából. Leggyakrabban grillezik a húsokat (구이, kui (gui)), de párolhatják is (갈비찜, kalbiccsim (galbijjim)), és leves is készülhet belőle (갈비탕, kalbithang (galbitang)). A koreai éttermekben a grillezéshez minden asztalnál külön van kis grill, ahol a vendégek maguk grillezik meg a húst.

## Változatai
Leggyakrabban marhahúsból készül, de felhasználható hozzá csirkehús (닭갈비, takkalbi (dakgalbi)) és sertéshús (돼지갈비, tvedzsigalbi (dwejigalbi)) is. Bár a takkalbi (dakgalbi) nevében benne van a borda szó, kicsontozott csirkehúsból készül.
Készülhet belőle húsgombócszerű ttokkalbi (tteokgalbi) (떡갈비), ahol is a marinált sertés- és marhabordáról lefejtik a húst és egy az egy arányban összekeverik, négyszögletes táska alakra formálják és így helyezik a grillre. A csontból levest főznek.

## Fogyasztása
A húst előző este pácolják be szójaszósz, szezámolaj, fokhagyma, újhagyma és cukor keverékéből készített páclébe. Bár önmagában is fogyasztható, leginkább sszam (ssam)ként szeretik, vagyis salátalevélre vagy szezámlevélre helyezik a húst, tetejére egy gerezd fokhagyma, egy szelet csípős paprika és egy kevés sszamdzsang (ssamjang) (szójababkrémből és csilipaprikakrémből álló sűrű szósz) kerül, majd összehajtogatva fogyasztható.

## Galéria

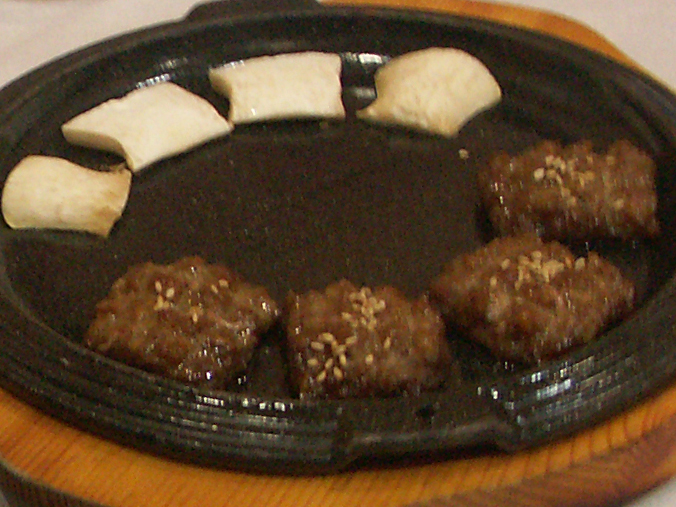
ttokkalbi (tteokgalbi) (gombóc kalbi (galbi))
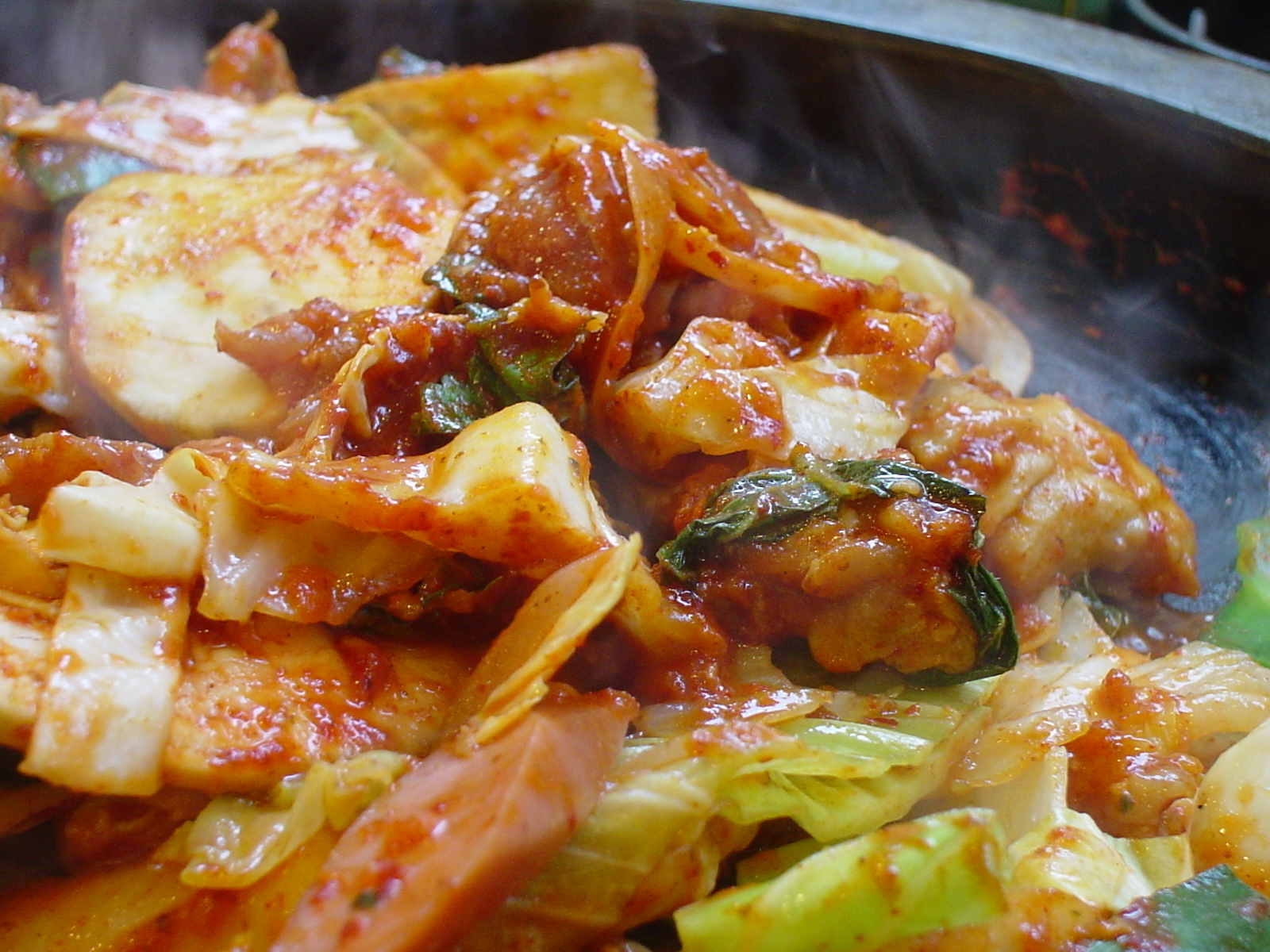
takkalbi (dakgalbi) (csirkekalbi (galbi))
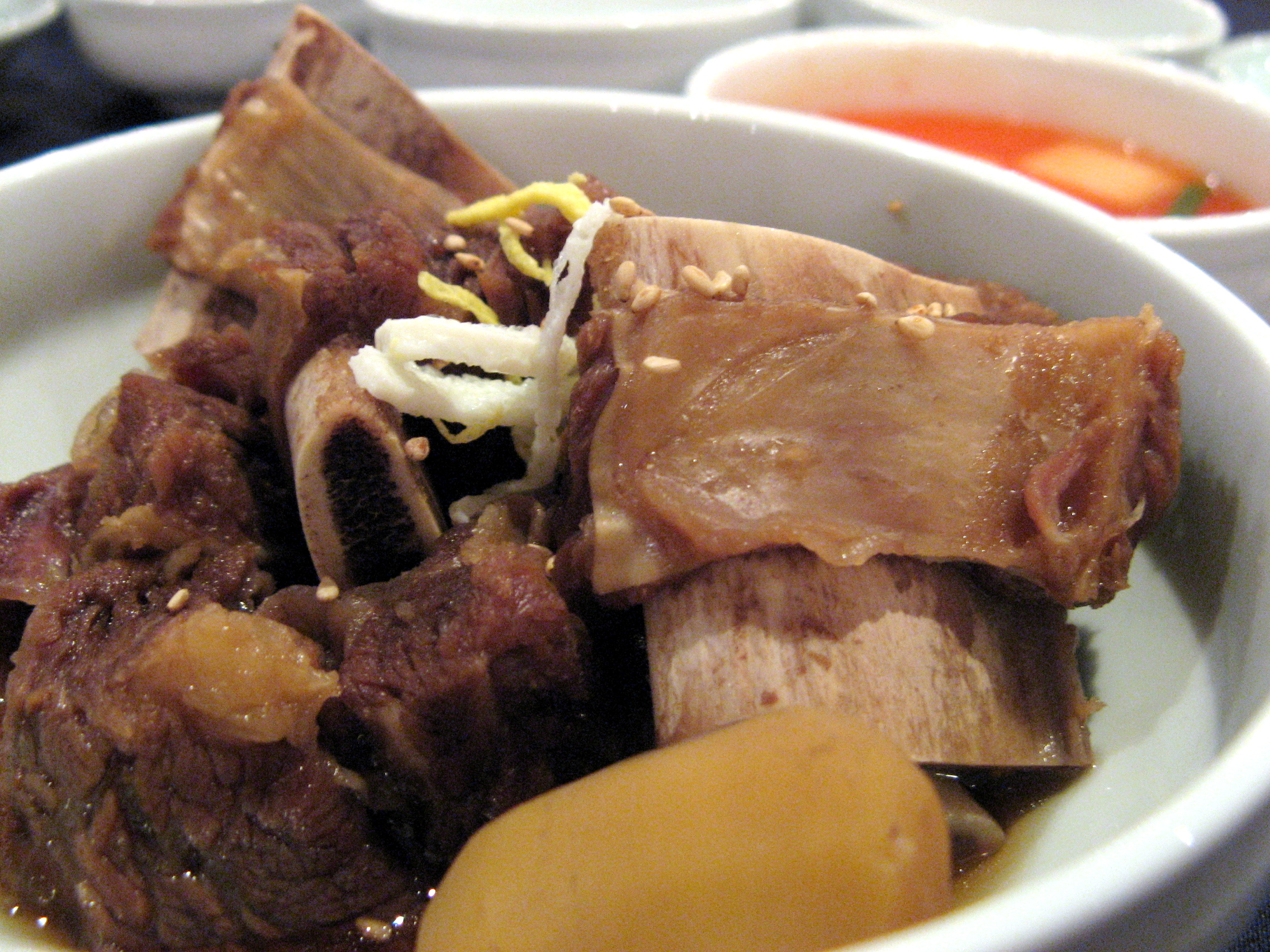
kalbiccsim (galbijjim) (párolt kalbi (galbi))
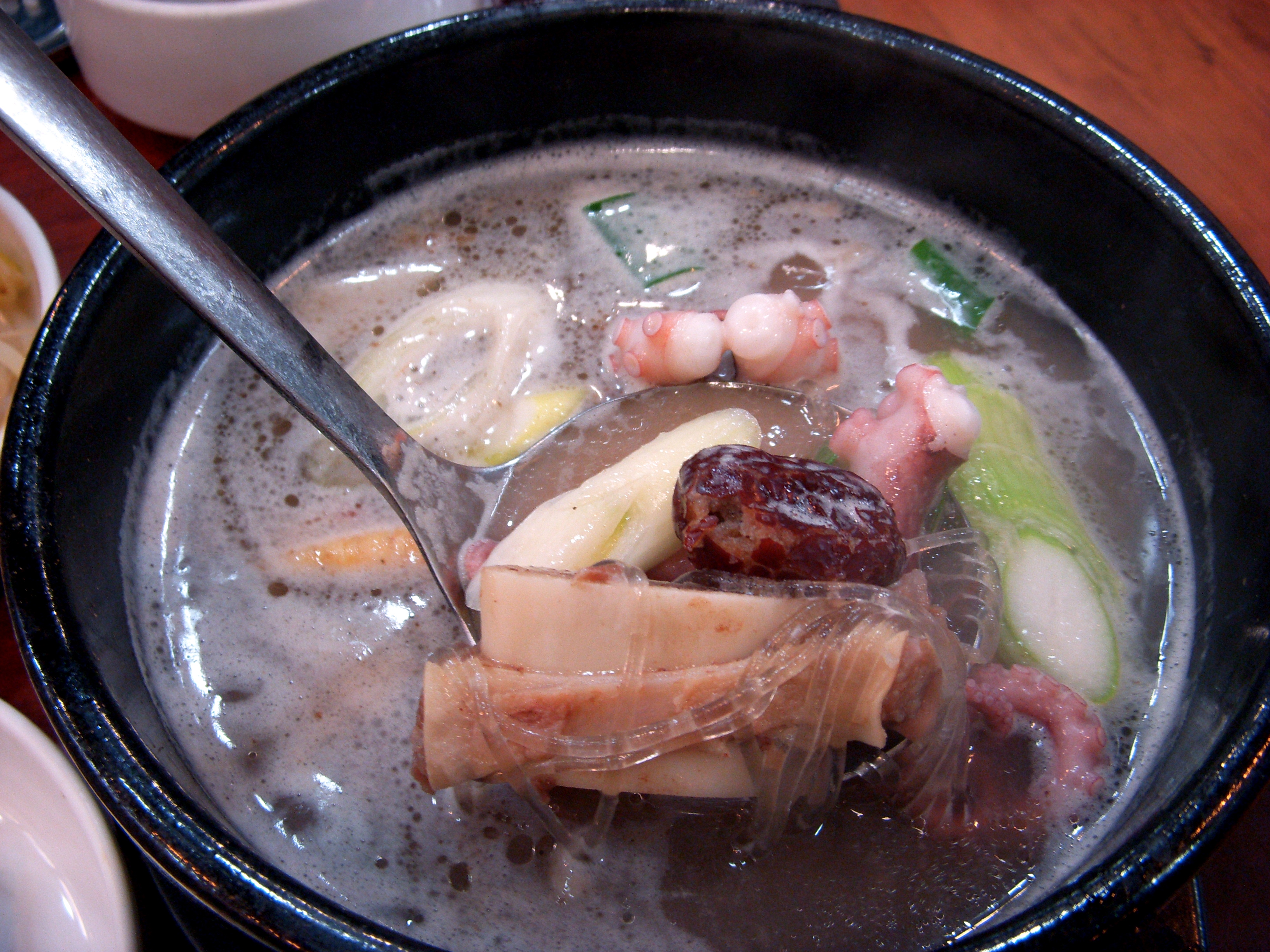
kalbithang (galbitang) (kalbi (galbi)leves)
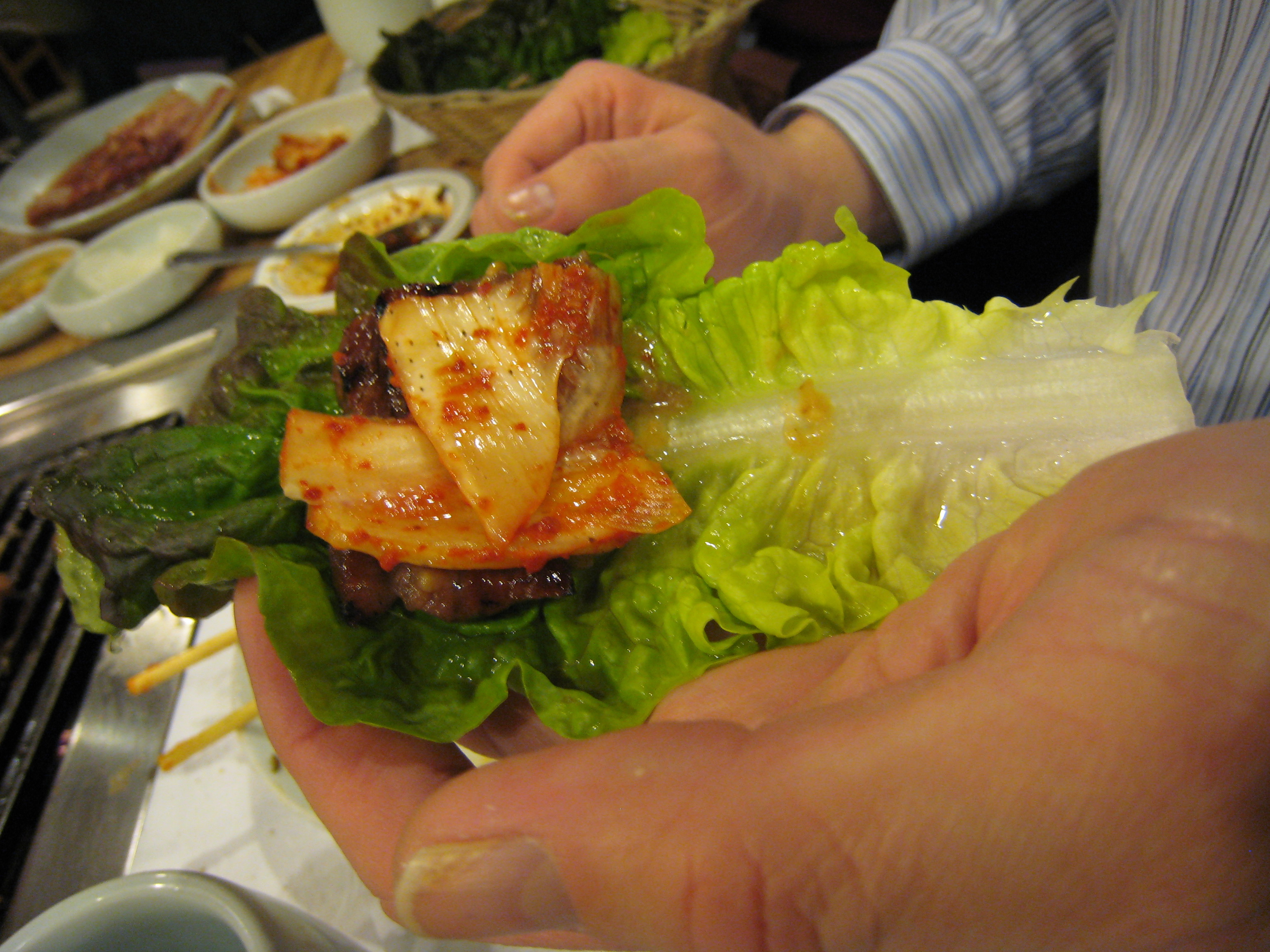
kalbi sszam (galbi ssam) (salátalevélbe tekert kalbi (galbi))